# Séisme lunaire

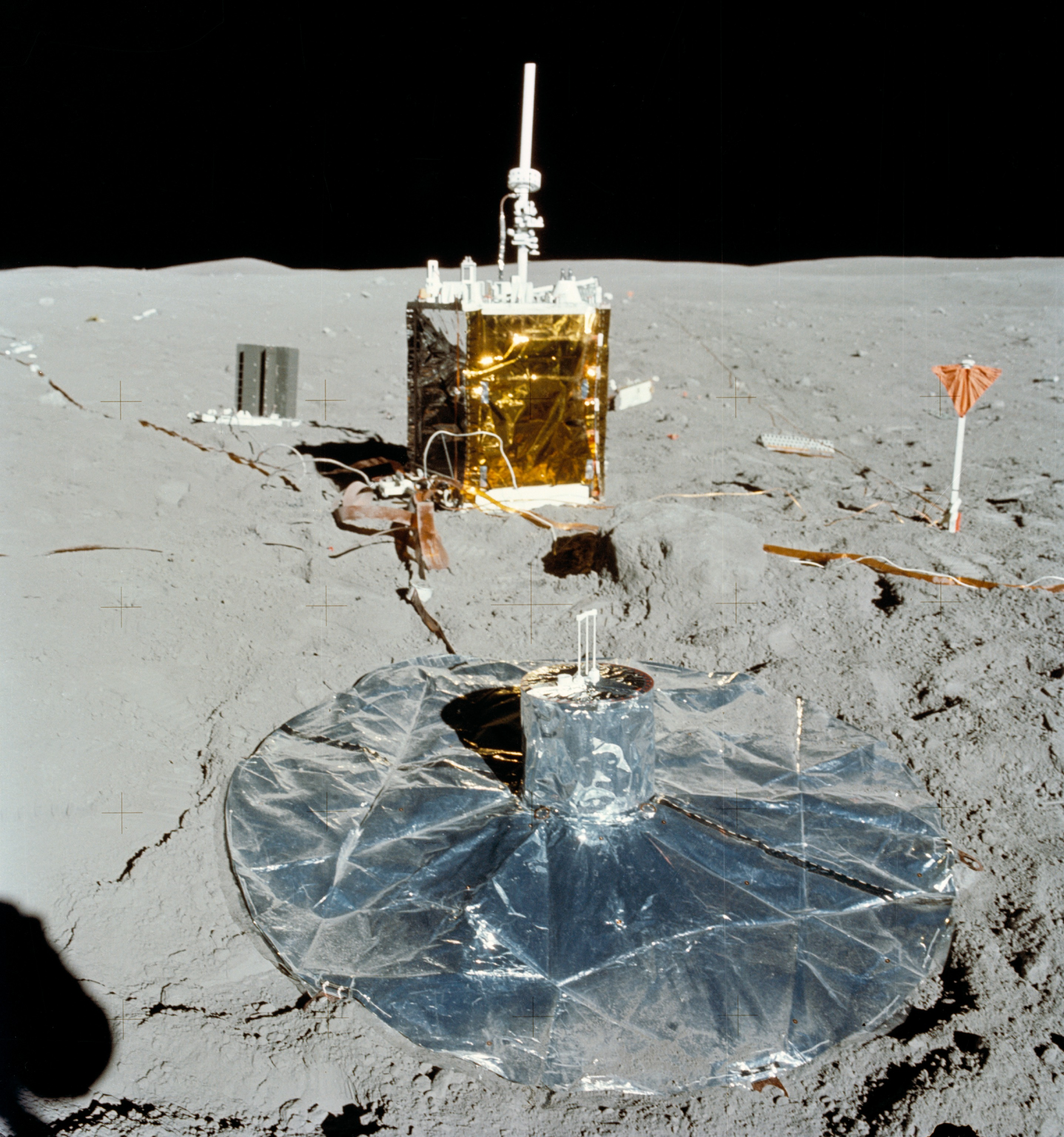
Séisme lunaire, Apollo-16

Un séisme lunaire est un séisme qui se produit sur la Lune.

## Nom
Le nom de « tremblement de lune », peu utilisé en français, est néanmoins plus courant en anglais : moonquake. Ce nom, qui relève du jeu de mots, se base sur l'homonymie entre la terre (earth), c'est-à-dire la matière du sol, mot qui se trouve réellement dans « tremblement de terre » (earthquake), et la planète Terre (Earth), cette dernière étant ici remplacée par la Lune. Il s'agit néanmoins d'un  abus de langage analogue à « alunissage » (qui n'a lui pas d'autre équivalent en anglais que Moon landing, « atterrissage sur la Lune » en français correct).

## Types
Il existe quatre types de séismes lunaires : les séismes profonds, les vibrations provenant d'impact météoritiques, les séismes thermiques (thermal quakes) causés par la chaleur du Soleil et les séismes peu profonds. Alors que les séismes des trois premiers types sont relativement peu puissants, ceux du quatrième type peuvent atteindre la magnitude de 5,5 sur l'échelle de Richter, ce qui serait suffisant sur Terre pour déplacer de gros meubles, et peuvent durer 10 minutes. Selon la NASA, ces séismes auraient également l'effet de faire « sonner [la Lune] comme une cloche »,.

## Origine
On ne connaît pas la cause de ces séismes. Sur Terre, les séismes sont généralement dus à la tectonique des plaques, mais la Lune ne possède pas de plaques tectoniques actives. Selon certains chercheurs, ils pourraient être liés à l'activité de marée provoquée par l'attraction de la Lune. Cependant, cette théorie n'apporte pas de résultats concluants étant donné que les forces de marée affectent la Lune en entier alors que les séismes lunaires sont habituellement localisés.

### Citations traduites
1. ↑  « ring like a bell. »